# Ichneumon punctorius
Ichneumon punctorius är en stekelart som beskrevs av Müller 1776. Ichneumon punctorius ingår i släktet Ichneumon och familjen brokparasitsteklar. Inga underarter finns listade i Catalogue of Life.